# 郭虹廷
郭虹廷（2002年12月27日—）為臺灣女子籃球運動員，現效力於國泰女籃。
郭虹廷2017年就讀七賢國中時遭遇左十字韌帶斷裂而賽季報銷，也無緣當選U16國手，2018年因為年齡過小未被放進U18培訓名單當中，離開七賢國中以後郭虹廷北上進入淡水商工就讀。2020年U18亞青女籃賽因為COVID-19疫情沒有舉辦，中華民國籃球協會仍選拔一支U18亞青女籃培訓隊參加花蓮菁英盃大專組，郭虹廷則首次穿上國家隊球衣，也擔任培訓隊隊長。2021年3月郭虹廷在109學年度高中籃球聯賽女子組冠軍賽攻下17分抱走冠軍賽MVP，助淡水商工完成HBL二連后。就讀中國文化大學第一年郭虹廷場均可挹注16分、9.8籃板、2.1阻攻，該表現獲得了大專籃球聯賽新人后。
郭虹廷的弟弟郭俊言與妹妹郭美詩同樣也是籃球運動員。

## 外部連結
- 郭虹廷在fiba.basketball（英语）
- 郭虹廷在fiba3x3.com（英语）
- 郭虹廷在Eurobasket.com（球員）（英语）
- 郭虹廷在Flashscore（英语）